# Coryphaspiza melanotis
Tentilhão-mascarado ou tico-tico-de-máscara-negra (Coryphaspiza melanotis) é uma espécie de ave da família Thraupidae. É a única espécie do género Coryphaspiza.
Pode ser encontrada nos seguintes países: Argentina, Bolívia, Brasil, Paraguai e Peru. Seus habitats naturais são: matagal húmido tropical ou subtropical, campos de gramíneas subtropicais ou tropicais secos de baixa altitude e campos de gramíneas de baixa altitude subtropicais ou tropicais sazonalmente húmidos ou inundados.
Está ameaçada por perda de habitat.

## Taxonomia
O tico-tico-de-máscara-negra foi formalmente descrito em 1822 pelo zoólogo holandês Coenraad Jacob Temminck sob o nome binomial Emberizoides melanotis . Esta espécie é agora colocada no gênero Coryphaspiza que foi introduzido por George Robert Gray em 1840. A localidade tipo é São Paulo, Brasil. O nome do gênero combina o grego antigo koruphē que significa "coroa da cabeça" com spiza que significa "tentilhão". O epíteto específico melanotis combina o grego antigo melas que significa "preto" com - ōtis que significa "orelhudo".
Esta espécie foi tradicionalmente colocada com os pardais do Novo Mundo na subfamília Emberizinae dentro da família Emberizidae . Um estudo filogenético molecular publicado em 2014 descobriu que o tico-tico-de-máscara-negra estava embutido na família Thraupidae (a família dos sanhaços). Dentro de Thraupidae, o tentilhão de máscara negra agora é colocado junto aos grupos Embernagra e Emberizoides na subfamília Emberizoidinae.
Duas subespécies são reconhecidas:
- Cm. marajoara Sick, 1967[10] – Ilha de Marajó (no nordeste do Brasil)
- Cm. melanotis (Temminck, 1822) [11]– sudeste do Peru e leste da Bolívia a leste, sudeste do Brasil, Paraguai e nordeste da Argentina